# Шарлотта Французская
Шарло́тта Францу́зская (23 октября 1516, Амбуаз — 18 сентября 1524, Сен-Жермен-ан-Ле) — второй ребёнок и вторая дочь короля Франции Франциска I и его жены Клод Французской.

## Биография

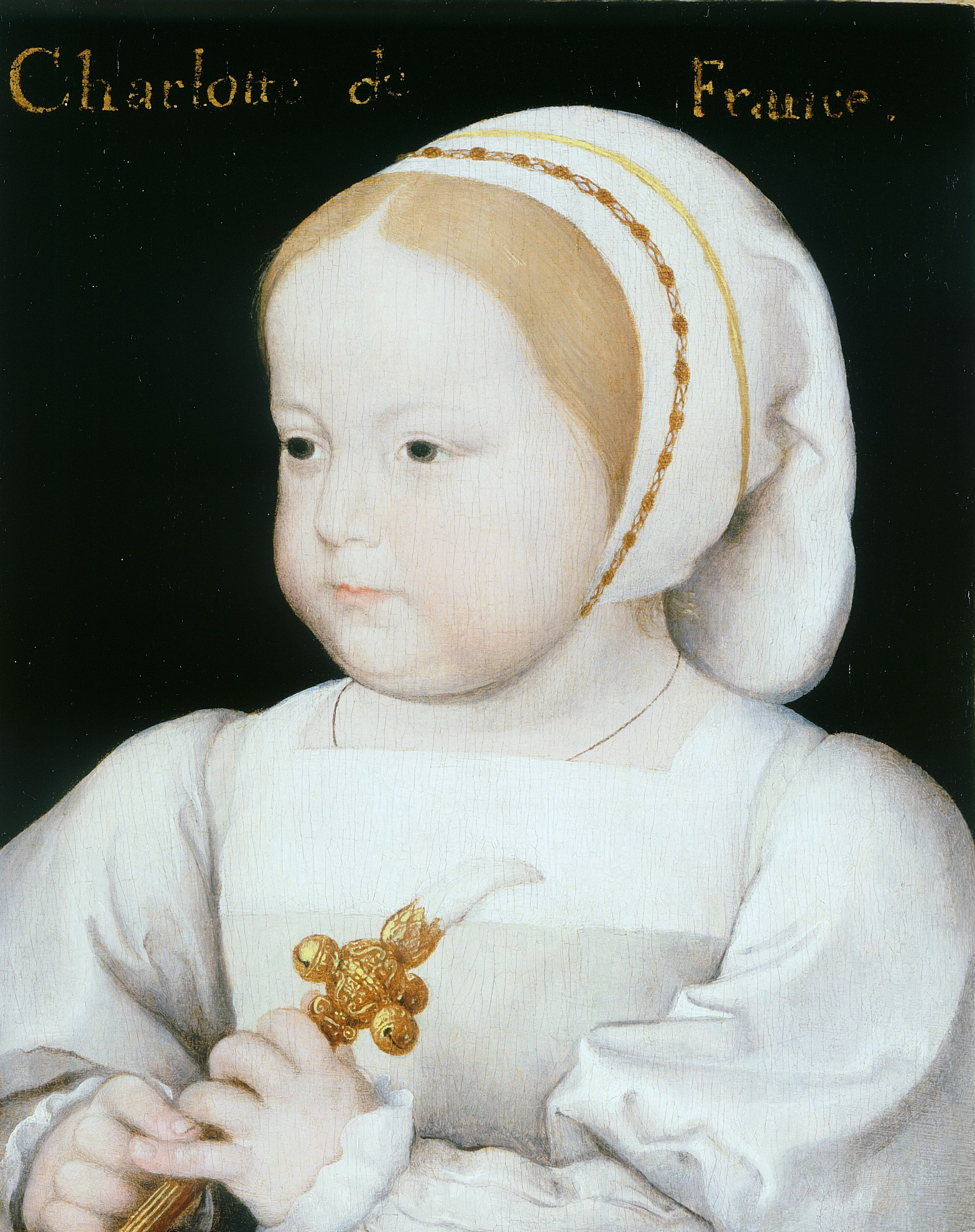
Шарлотта в 1517 году

Шарлотта родилась в шато Амбуаз 23 октября 1516 года и была вторым ребёнком и второй дочерью короля Франции Франциска I и его первой жены Клод Французской. Она была любимицей своего  отца. Маленькая принцесса внешне сильно отличалась от остальных детей королевской четы: у Шарлотты были зеленовато-голубые глаза и волосы ярко рыжего цвета; такой же цвет волос был и у бабушки девочки по матери — Анны Бретонской. До марта 1519 года маленькая Шарлотта переехала из Амбуаза в Сен-Жерменский дворец.
Шарлотта была нежным, хрупким ребёнком. В возрасте семи лет она заболела корью. Единственным человеком, присматривавшим за девочкой во время болезни, была её тётка Маргарита Ангулемская; мать девочки умерла двумя месяцами ранее, бабушка была тяжело больна, а отец ушёл на войну. Позднее Франциск I был взят в плен, так что на смертном одре маленькая принцесса оказалась фактически сиротой. Кажется, принцесса была близка с тёткой, которая была убита горем, когда её «малышка» умерла в сентябре 1524 года.
После смерти старшей сестры Луизы принцесса была обручена с Карлом I Испанским, однако смерть девочки вновь разрушила союз французского короля с Карлом.